# Comuna Heby
Heby (Heby kommun) este o comună din comitatul Uppsala län, Suedia, cu o populație de 13.450 locuitori (2013).

## Geografie

### Zone urbane
Lista celor mai mari zone urbane din comună (anul 2015) conform Biroului Central de Statistică al Suediei:
| Nr | Zona urbană | Pop.  |
| -- | ----------- | ----- |
| 1  | Heby        | 2.724 |
| 2  | Östervåla   | 1.696 |
| 3  | Morgongåva  | 1.441 |
| 4  | Tärnsjö     | 1.174 |
| 5  | Harbo       | 714   |
| 6  | Vittinge    | 566   |

## Demografie
| \| Evoluția demografică în comuna Heby, 1970–2015 \| Evoluția demografică în comuna Heby, 1970–2015 \| Evoluția demografică în comuna Heby, 1970–2015 \| Evoluția demografică în comuna Heby, 1970–2015 \| Evoluția demografică în comuna Heby, 1970–2015 \| \| ----------------------------------------------------------------------------------------------------- \| ---------------------------------------------- \| ---------------------------------------------- \| ---------------------------------------------- \| ---------------------------------------------- \| \| An \| \| \| Locuitori \| \| \| 1970 \| 1970 \| \| 13320 \| 13320 \| \| 1975 \| 1975 \| \| 13189 \| 13189 \| \| 1980 \| 1980 \| \| 13378 \| 13378 \| \| 1985 \| 1985 \| \| 13088 \| 13088 \| \| 1990 \| 1990 \| \| 13595 \| 13595 \| \| 1995 \| 1995 \| \| 13944 \| 13944 \| \| 2000 \| 2000 \| \| 13653 \| 13653 \| \| 2005 \| 2005 \| \| 13634 \| 13634 \| \| 2010 \| 2010 \| \| 13382 \| 13382 \| \| 2015 \| 2015 \| \| 13594 \| 13594 \| \| Sursa: SCB - Statistika Centralbyrån, Folkmängd efter region, civilstånd, ålder och kön. År 1968–2016 \| \| \| \| \| |      |  |           |       |
| Evoluția demografică în comuna Heby, 1970–2015 |      |  |           |       |
| An |      |  | Locuitori |       |
| 1970 | 1970 |  | 13320     | 13320 |
| 1975 | 1975 |  | 13189     | 13189 |
| 1980 | 1980 |  | 13378     | 13378 |
| 1985 | 1985 |  | 13088     | 13088 |
| 1990 | 1990 |  | 13595     | 13595 |
| 1995 | 1995 |  | 13944     | 13944 |
| 2000 | 2000 |  | 13653     | 13653 |
| 2005 | 2005 |  | 13634     | 13634 |
| 2010 | 2010 |  | 13382     | 13382 |
| 2015 | 2015 |  | 13594     | 13594 |
| Sursa: SCB - Statistika Centralbyrån, Folkmängd efter region, civilstånd, ålder och kön. År 1968–2016 |      |  |           |       |